# Ornithoteuthis volatilis
Ornithoteuthis volatilis är en bläckfiskart som först beskrevs av Sasaki 1915.  Ornithoteuthis volatilis ingår i släktet Ornithoteuthis och familjen Ommastrephidae. Inga underarter finns listade i Catalogue of Life.